# Liste der Monuments historiques in Braux-le-Châtel
Die Liste der Monuments historiques in Braux-le-Châtel führt die Monuments historiques in der französischen Gemeinde Braux-le-Châtel auf.

## Liste der Immobilien
| Bezeichnung            | Beschreibung                     | Standort                  | Kennzeichnung | Schutzstatus | Datum | Bild           |
| ---------------------- | -------------------------------- | ------------------------- | ------------- | ------------ | ----- | -------------- |
| Kirche St-Antoine      | ab dem 13. Jahrhundert           | Place de l’Église (Lage)  | PA00078966    | Inscrit      | 1928  | weitere Bilder |
| Friedhofskreuz         | aus dem 15. oder 16. Jahrhundert | Place de l’Église (Lage)  | PA00078965    | Inscrit      | 1940  |                |
| Gallorömischer Brunnen | aus dem 2. Jahrhundert n. Chr.   | Rue de la Fontaine (Lage) | PA00078967    | Classé       | 1915  | weitere Bilder |

## Liste der Objekte
| Bezeichnung                                                | Beschreibung                                                                           | Standort                        | Kennzeichnung | Schutzstatus | Datum | Bild |
| ---------------------------------------------------------- | -------------------------------------------------------------------------------------- | ------------------------------- | ------------- | ------------ | ----- | ---- |
| Gemälde Stiftung des Rosenkranzes (1)                      | bezeichnet 1628                                                                        | in der Kirche St-Antoine (Lage) | PM52001999    | Inscrit      | 2013  |      |
| Zwei Skulpturen: Heiliger Sulpicius und heiliger Antonius  | aus dem 17. Jahrhundert                                                                | in der Kirche St-Antoine (Lage) | PM52001998    | Inscrit      | 2013  |      |
| Gemälde Heiliger Eligius und heiliger Gottfried von Amiens | Altarbild, 18. Jahrhundert                                                             | in der Kirche St-Antoine (Lage) | PM52002001    | Inscrit      | 2013  |      |
| Hauptaltar                                                 | Altartisch, Retabel und Baldachin; Holz, farbig gefasst und vergoldet, 18. Jahrhundert | in der Kirche St-Antoine (Lage) | PM52000152    | Classé       | 1972  |      |
| Gemälde Stiftung des Rosenkranzes (2)                      | Altarbild, erste Hälfte des 19. Jahrhunderts                                           | in der Kirche St-Antoine (Lage) | PM52002000    | Inscrit      | 2013  |      |